# Psałterz kijowski
Psałterz kijowski – jeden z najbardziej znanych iluminowanych staroruskich rękopisów biblijnych. Sporządzony został w roku 1397, w Kijowie, przez kopistę o imieniu Spirydon, przechowywany jest w Rosyjskiej Bibliotece Narodowej w Petersburgu. Na 229 pergaminowych kartach zawiera tekst Psałterza wraz z Psalmem 151 w języku cerkiewnosłowiańskim. Rękopis jest bogato ilustrowany, zawiera 302 miniatury . Miniatury, nagłówki i inicjały są zdobione złotem. Rękopis traktowany jest jako jeden z najbardziej znaczących zabytków staroruskiej literatury i sztuki .
Na kartach 2-205 zawiera tekst Księgi Psalmów, na kartach 205-227 Ody, pochodzące z różnych części Biblii. Oryginalna oprawa nie zachowała się. Karty 145 i 154-156 są z papieru i zostały dołączone w XVII wieku w miejsce zaginionych oryginalnych kart rękopisu.
Miniatury nawiązują do bizantyjskiej tradycji ikonograficznej sięgającej IX wieku (najstarszym jej przedstawicielem jest Psałterz Chłudowa), przedstawiają sceny starotestamentowe, nowotestamentowe oraz dotyczące historii Kościoła i sądu ostatecznego. Karta tytułowa przedstawia króla Dawida w pozycji siedzącej i zapisującego swoją księgę. Król Dawid jest głównym bohaterem scen starotestamentowych, przedstawiany jest na nich jako młody pasterz, jako walczący z Goliatem, przedstawiają służbę u Saula, tułaczkę, namaszczenie na króla, jego wojny, grzech z Batszebą, śmierć Absaloma i namaszczenie Salomona na króla. Oprócz Dawida pojawiają się takie postacie ze Starego Testamentu jak Abraham, Izaak, Jakub, Melchisedek. Miniatury szczegółowo obrazują Nowy Testament. Zebrano niemal wszystkie spośród dwunastu wielkich świąt prawosławnych, oprócz Ofiarowania Pańskiego. Niektóre z nich powtórzono kilkakrotnie (ukrzyżowanie, Wniebowstąpienie Pańskie, Chrzest Pański) .
Rękopis był własnością Abrahama Ezofowicza, który w roku 1518 podarował go cerkwi św. Mikołaja w Wilnie. Darczyńca wpisał do rękopisu klątwę, która miała spaść na każdego, kto wyniesie tę księgę z cerkwi. W Wilnie był przechowywany do początku XIX wieku. W okresie od roku 1828 do 1831 stał się własnością M.K. Bobrowskiego. Do roku 1881 kilkakrotnie zmienił swoich właścicieli i miejsce pobytu (okolice Grodna, Warszawa). W 1881 roku stał się własnością Sergiusza Szeremietiewa i odtąd znajduje się w Petersburgu. Od roku 1932 przechowywany jest w Rosyjskiej Bibliotece Narodowej (ОЛДП, F 6).
Pierwsze wydanie facsimile rękopisu (fotograficzne) ukazało się w roku 1890, drugie w 1978 .